# Leptodactylus stenodema
Espèce
Synonymes
- Leptodactylus vilarsi Melin, 1941

Statut de conservation UICN

 LC  : Préoccupation mineure
Leptodactylus stenodema est une espèce d'amphibiens de la famille des Leptodactylidae.

## Répartition
Cette espèce se rencontre jusqu'à 1 200 m d'altitude dans le bassin de l'Amazone, :
- dans le nord du Brésil ;
- en Guyane ;
- au Suriname ;
- dans le sud-est de la Colombie ;
- en Équateur ;
- au Pérou.

## Étymologie
Le nom spécifique stenodema vient du grec stenos, étroit, et de demas, le corps, en référence à l'aspect de cette espèce.

## Publication originale
- Jiménez de la Espada, 1875 : Vertebrados del viaje al Pacifico : verificado de 1862 a 1865 por una comisión de naturalistas enviada por el Gobierno Español : batracios, p. 1-208 (texte intégral).